# Бобаль, Матвей Матвеевич (младший)
Матве́й Матве́евич Бобаль (укр. Матвій Матвійович Бобаль; 27 мая 1984, Ужгород, Украинская ССР, СССР) — украинский футболист, нападающий.
Его отец, Матвей Бобаль-старший, играл в киевском «Динамо», львовских «Карпатах».

## Биография

### Клубная карьера
В детско-юношеской футбольной лиге Украины начал выступать за детскую команду ужгородского «Закарпатья», СДЮШОР Ужгород в 1998 году. Затем попал во львовское училище физической культуры (УФК), где выступал с 1998 года по 1999 год. Также он некоторое время был в расположении львовского СДЮШОР-4 и «Ковеля-Волынь». В 1999 году в ДЮФЛ выступал за донецкий «Шахтёр». С 2000 по 2001 год в ДЮФЛ выступал за СДЮШОР Ужгород.
В начале 2000 года был переведён в главную команду «Закарпатья». В составе команды в Первой лиге Украины дебютировал 20 марта 2000 года в домашнем матче против «Николаева» (1:1), Бобаль отыграл в этой игре 7 минут. Летом 2000 года провёл 3 матча за «Перечин» в любительском чемпионате Украины. В 2001 году перешёл в киевский ЦСКА, который тогда тренировал Михаил Фоменко. Но раскрыться в армейском клубе Бобалю не удалось, и он играл за ЦСКА-2 в Первой лиге.
В 2004 году перешёл в симферопольскую «Таврию» при участии Анатолия Заяева. В команде провёл два матча против «Кривбасса» и «Волыни». Затем некоторое время играл за «Крымтеплицу».
В «ИгроСервис» перешёл в 2006 году. В составе команды стал лучшим бомбардиром чемпионата Первой лиги в сезонах 2006/07 (16 мячей) и 2007/08 (24 мяча) годов. После окончания осенней части Первой лиги 2008/09 Бобаль возглавлял список лучших снайперов (16 голов, с учётом двух мячей, забитых снявшемуся с соревнований «Коммунальнику». В «ИгроСервисе» стал лучшим бомбардиром с 54 голами в Первой лиге.
Зимой 2009 года подписал двухлетний контракт с «Таврией». Летом 2010 года перешёл в «Закарпатье». Затем играл за «Дачию» из Кишинёва. В составе команды провёл 7 матчей и забил 3 гола в чемпионате Молдавии. Также провёл 2 игры за «Дачию-2 Буюкань» в Дивизионе «A» (втором по значимости в Молдавии). В марте 2012 года подписал контракт с «Полтавой», однако за клуб он так и не сыграл.
Летом 2012 года перешёл в стан команды «Николаев». В команде взял 29 номер. Зимой 2013 года стал игроком ялтинской «Жемчужины». В новой команде Бобаль взял 20 номер. В первой же игре забил гол, сравняв счёт на 88-й минуте домашней игры с хмельницким «Динамо».

### Карьера в сборной
Выступал за юношескую сборную Украины и сыграл 15 матчей, в которых забил 3 мяча. В 2009 году в составе студенческой сборной Украины выиграл Летнюю Универсиаду 2009 в Белграде.